# Pallasz Athéné

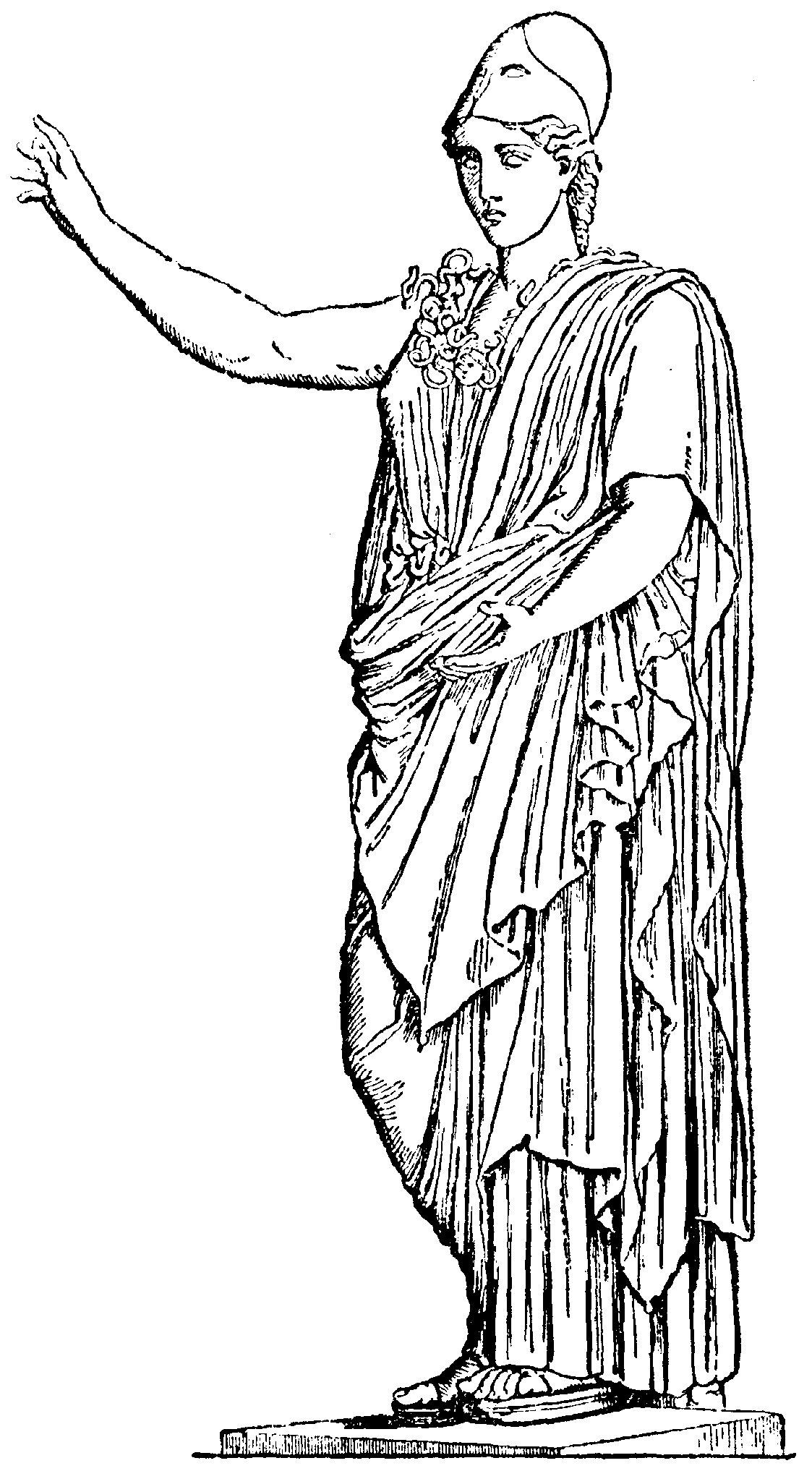
Athéné a Louvre-beli szobra alapján

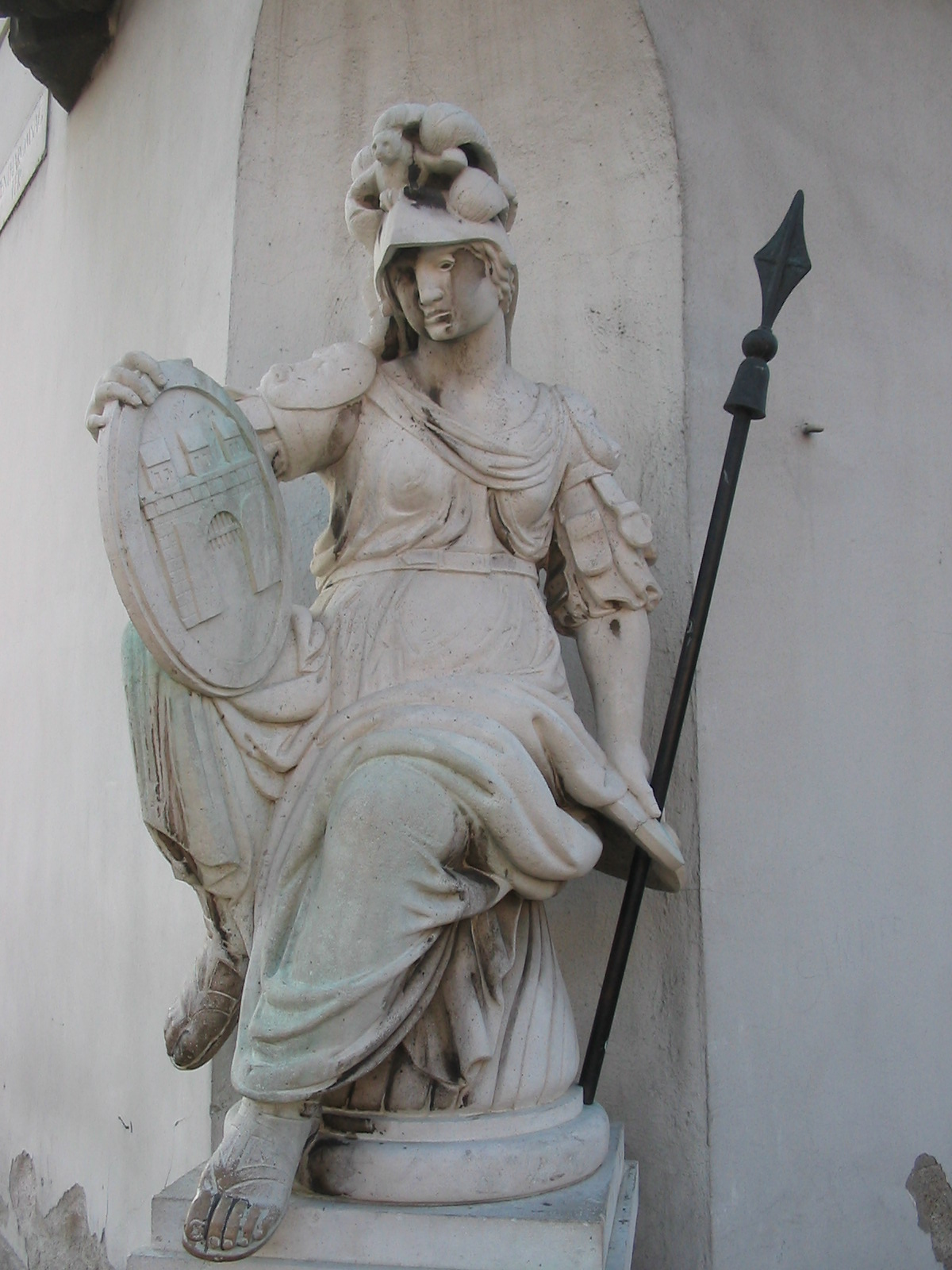
Városvédő Pallasz Athéné szobra a régi budai városháza oldalában

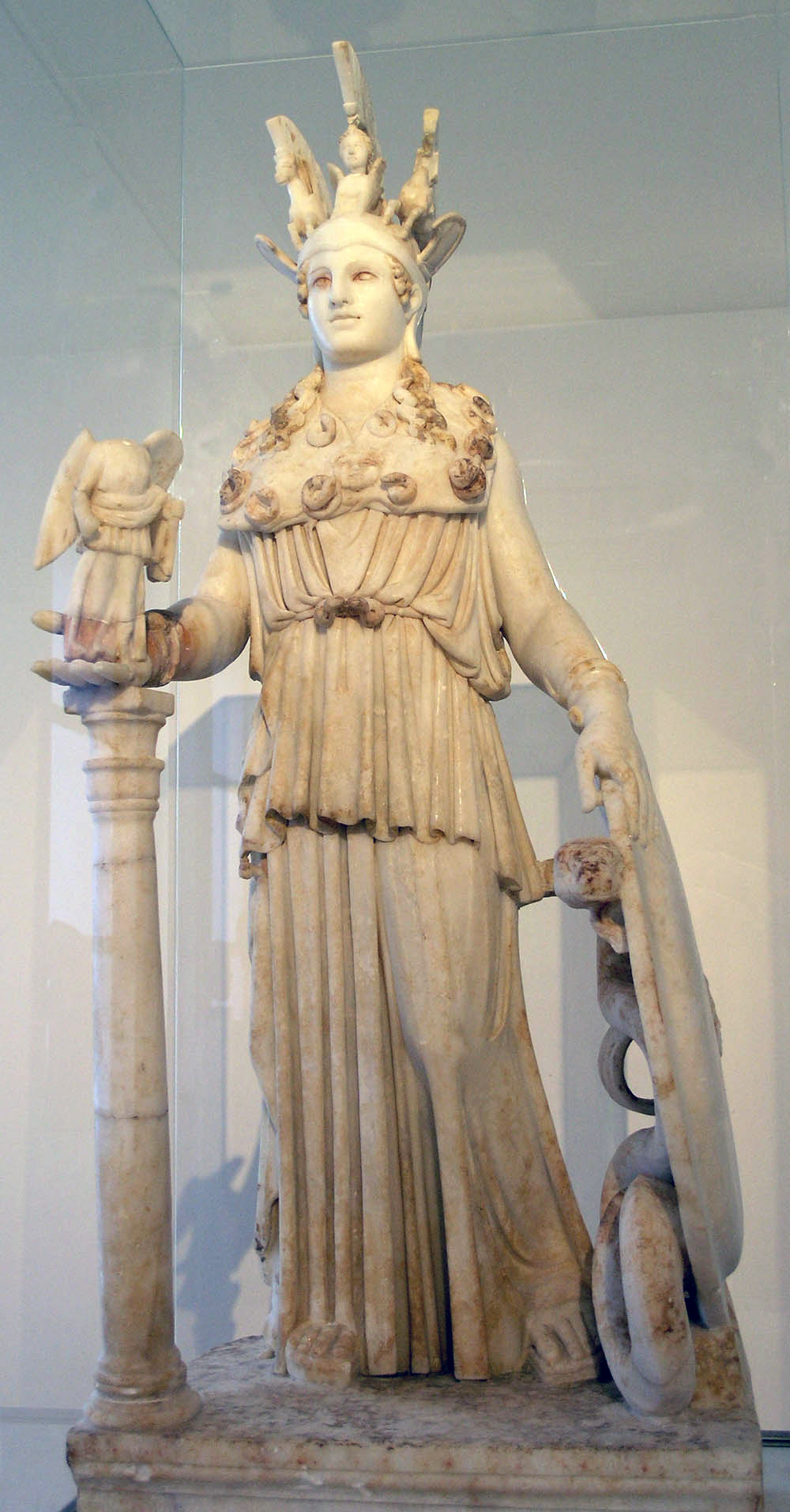
Pallasz Athéné („Athéna Parthenosz") szobra

Pallasz Athéné (görögül: Παλλάς Ἀθήνη) a bölcsesség, az igazságos háború, a jog, az igazságosság, a művészetek, a kézművesség és a képzés istennője a görög mitológiában.

## Születése
Athéné Zeusz és Métisz gyermeke. Métisz volt a bölcsesség istennője, a főisten első felesége. Egy jóslatban az állt, hogy a születendő gyermek hatalmasabb és okosabb lesz, mint maga Zeusz. Ezen a főisten úgy feldühödött, hogy élve lenyelte a várandós Métiszt. Métisz a férje gyomrában mellvértet és sisakot készített leányának. A főisten igen rosszul bírta felesége munkáját, és amikor a sisakot kezdte el kalapálni, Zeusz feje majdnem széthasadt a fájdalomtól. Ekkor a bölcs Héphaisztosz sietett segítségére, és kalapácsával olyan ütést mért Zeusz fejére, hogy attól Athéné kipattant onnan, teljes fegyverzetben. Zeusz fájdalmai elmúltak, és azonnal megszerette a lányát, ahogy ott állt előtte fénylő díszben. Még Héliosz is megállt a Nap szekerével, hogy megcsodálja az új istennőt. Athéné lett ezután Zeusz legkedvesebb gyermeke, olyannyira, hogy gyakran odaadta neki pajzsát, az aigiszt.

## Ábrázolása, jelképei
Athénét mindig karddal és lándzsával ábrázolták, sisakban és a gorgófős mellvértben. A mellvértet, az aigisz pajzsot, Zeusz készíttette  Héphaisztosszal, amire Athéné tette fel a Perszeusztól kapott Medusza fejet. Szent állata a bagoly volt. Athéné oltalma és hatalma alatt álltak a városok, amelyek közül az első volt Athén, amiért Poszeidónnal kellett megküzdenie.

## Tettei
Történt egyszer, hogy egy attikai városért mind Athéné, mind Poszeidón rajongott. A városlakók elhatározták, hogy azé az istené lesz a város, amelyik a legjobb ajándékot adja lakóinak. A város lakói egy hosszú menetben felmentek az Akropoliszra, ahová leszállt a két istenség is. Először Poszeidón ajándéka került sorra. A tengerek istene hozzáérintette háromágú szigonyát egy sziklához, amelyből egy forrás fakadt. A lakók igen elcsodálkoztak, és megörültek az életet adó víznek, ám hamar kiderült, hogy a forrás sós vizű, mint Poszeidón birodalma, így teljesen használhatatlan. Athéné az olajfát adta a városnak, ami nemcsak ételt és olajat, hanem faanyagot is nyújtott a városnak, így Athéné lett a város úrnője, és róla is nevezték el Athénnek.
Athéné az igazságosság jegyében gyakran segített a mitikus hősöknek, így Odüsszeusznak is. Athéné szerette az embereket és tanította is őket. Az asszonyoknak megmutatta a szövés és a fonás technikáját, a férfiakat megtanította az építészetre, kovácsmesterségre, aranyművességre és kelmefestésre. A legenda szerint Athéné a fuvola feltalálója is. Az Erisz keltette viszályban az istennő is harcba szállt az aranyalmáért, és Parisznak cserébe az emberek között egyedülálló hatalmas tudást ajándékozott volna. Ám Parisz nem emellett döntött.

## Személyisége
Athéné ritkán volt bosszúálló, de Arakhnét megbüntette szemtelen hivalkodásáért; továbbá Meduszát is átokkal sújtotta, amiért templomában Poszeidon megerőszakolta a szépséges nőt. A szépséges szűz istennő nem ismerte a szerelmet, azonban szívesen gyámolított bátorításra, segítségre szoruló hősöket. Gyakori jelzőjévé vált a Pallasz, ami fegyverforgatót jelent. Ez utalt a harcok hevében is igazságot szolgáltató Athénére. A másik állandó jelzője a szüzességéből adódott: Parthenosz Athéné. Innen kapta nevét az Athénban tiszteletére emelt Parthenón. Egész Hellász területén nagy tisztelet övezte. Ha valamelyik városnak Palladionja volt, amely a pallasz szóból eredt, egy olyan szentélyt jelentett, amelyben ott állt Athéné szobra, a városról azt tartották, hogy bevehetetlen. Athénban tiszteletére rendezték meg négy évente a Panathénaia nevű játékot.

## A Pallasz név mitológiai eredete
A fiatal Athéné apja, Zeusz tanácsára a Tritónisz-tó nimfáival együtt élt. A nimfák kitűnő harcosok voltak, közülük emelkedett ki Pallasz. Athéné remekül kijött vele. Egyszer egy barátságos összecsapás során Athéné vesztésre állt. Mikor a nimfa lesújtott volna dárdájával, megjelent Zeusz, magasra emelve Égiszt, a pajzsot, amin Medúza feje volt ábrázolva. Pallasz figyelmét ez annyira elterelte, hogy nem is tudott reagálni Athéné válaszcsapására. Pallasz a földre rogyva halt meg.
Athéné úgy döntött, szobrot állíttat Pallasz emlékére. Ennek a neve Palladion lett. Viszont a szobor annyira hasonlított az istennőre, hogy az emberek egy idő után egy személyként azonosították őket.

## További információk

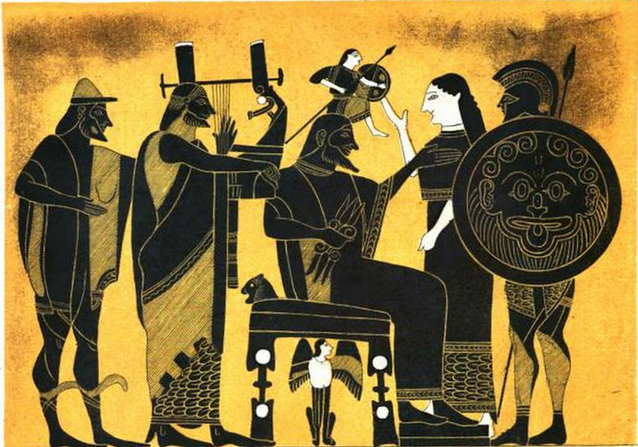
Athéné születése (antik vázakép)